# Патруль 36
Патру́ль 36 (ивр. פטרול 36‎) — израильская неонацистская преступная группировка, состоявшая из девяти человек, во главе с Эриком Бунятовым, известным под кличкой «Нацист Эли». Банда базировалась в городе Петах-Тиква, неподалёку от Тель-Авива. Члены банды придерживались принципов «прямого действия» и активно действовали в 2006—2007 годах, нападая в пригородах Тель-Авива и южном Тель-Авиве на чернокожих и филиппинских мигрантов, гомосексуалов, ортодоксальных иудеев и других неприятных неонацистам личностей. Разгромлена правоохранительными органами Израиля в 2007 году после ареста почти всех её членов.

## Состав
Все члены банды были выходцами из СССР (из РСФСР и Украинской ССР), молодыми людьми в возрасте от 16 до 21 года. Их семьи прибыли в Израиль и получили его гражданство благодаря Закону о возвращении. Помимо гражданства государства Израиль, члены банды имели российское и украинское гражданства. Члены банды исповедовали неоязычество и христианство, никто из них не исповедовал иудаизм. В состав банды входили:
- Эрик Бунятов (1988 г.р.), известный как «Нацист Эли»
- Дмитрий Богатых (1987 г.р.)
- Александр Палих (1988 г.р.)
- Илья Бондаренко (1987 г.р.)
- Олег Г. (1991 г.р.)
- Денис Новик (1989 г.р.)
- Иван Кузьмин (1989 г.р.)
- Кирилл Белинков (1989 г.р.)
- Владимир Низавцев (1989 г.р.)

Согласно одной из аудиозаписей показаний дед Эрика Бунятова был наполовину евреем, что заставило самого Эрика вообще отказаться от планов создания семьи. Иван Кузьмин жаловался на то, что в России его обзывали «грязным жидом», а в Израиле — «долбаным русским», и в знак протеста он стал исповедовать расистскую идеологию. Один из членов банды во время неонацистской деятельности банды состоял на срочной службе в Армии обороны Израиля, а другой был внуком еврея, пережившего Холокост.

## Деятельность
«Патруль 36» занимался различными видами преступной деятельности, начиная от вандализма (расписывание стен свастикой или неонацистскими лозунгами и призывами) и заканчивая нападениями на мигрантов и иммигрантов из Африки, Латинской Америки и Азии, мнимых наркодилеров, гомосексуалов, ультраортодоксальных евреев. Члены банды имели татуировки с числом 88 (зашифрованным нацистским приветствием), RaHoWa («Священная расовая война»), A.C.A.B. («All Cops Are Bastards» («Все копы — ублюдки»), чёрное солнце (эзотерический оккультный символ, широко используемый современными неонацистами), Skrewdriver (британская рок-группа, поддерживавшая идеологию НС-скинхедов «White Power») — а также носили с собой огнестрельное оружие и ножи. В доме у одного из членов группировки была обнаружена взрывчатка. Группа снимала на видео свои нападения и публиковала их на неонацистском сайте «Формат 18», а также на платформе YouTube, позднее полицией все видеозаписи были обнаружены также на компьютерах членов банды. Группа поддерживала взаимоотношения с ультраправыми футбольными фанатами и неонацистами из России, Австралии, Латвии, Литвы, Эстонии, Германии, Украины и Беларуси. Известно также как минимум о двух крупных групповых столкновениях членов банды с представителями содружества красных и анархистских скинхедов Израиля и левых панков, которые придерживались антифашистских взглядов, в 2006 году.

## Конец банды
По данным некоторых журналистов, деятельность банды была давно известна полиции Израиля и Шабак, но они в течение как минимум четырёх лет скрывали эту информацию, отрицая факт присутствия неонацистских банд в Израиле. Официальное расследование началось только в 2006 году после обнаружения двух граффити со свастиками в одной из синагог Петах-Тиквы. 9 сентября 2007 года полиция арестовала семерых членов банды, однако двое членов банды, Богатых и Белинков, успели выехать из страны. Полицией на суде были представлены доказательства деятельности банды: многочисленные видеозаписи нападений, нацистская символика, взрывчатка и пистолет. Всех обвинили в преступном сговоре с целью совершения преступлений, групповых нападениях и причинении телесных повреждений, публикациях материалов, подстрекающих к расизму, преступлениях на почве расовой ненависти и враждебности к обществу. Окружной суд Тель-Авива признал всех виновными, приговорив главаря банды Эрика Бунятова к 7,5 годам лишения свободы, Илью Бондаренко к 5,5 годам лишения свободы, остальным обвиняемым присудили сроки от 9 месяцев до 4 лет лишения свободы. Дело вёл судья Цви Гурфинкель, который, зачитывая приговор, заявил, что выступал за максимально строгое наказание, чтобы пресечь дальнейшие прецеденты.
Сбежавшего Белинкова арестовали в аэропорту Бен-Гурион по возвращении в Израиль из Российской Федерации в 2007 году. В отношении Богатых полицией Израиля были направлены запросы на экстрадицию в Российскую Федерацию, которые были автоматически отклонены министерством юстиции РФ на основании статьи 61 Конституции РФ о невозможности выдачи гражданина Российской Федерации другому государству. Позднее Израиль объявил Богатых в международный розыск по линии Интерпола, и он был арестован по запросу Интерпола с красной розыскной меткой в декабре 2010 года в аэропорту г. Бишкек, куда прибыл из России, и отправлен в СИЗО г. Бишкек. Впоследствии для переговоров с заместителем Генерального прокурора Кыргызской Республики об экстрадиции Богатых в Израиль в г. Бишкек прибыли сотрудники Центрального подразделения полиции Тель-Авива и представитель Министерства общественной безопасности и полиции Государства Израиль в РФ, странах СНГ и Балтии, и, несмотря на усилия адвокатов Богатых по его экстрадиции в Россию и отсутствие официальных договоров об экстрадиции между Киргизией и государством Израиль на тот момент, Богатых был экстрадирован транзитом через Турецкую Республику в государство Израиль. Во время экстрадиции в аэропорту г. Бишкек Богатых порвал свой израильский паспорт, безуспешно попытавшись предотвратить свою экстрадицию, а в аэропорту г. Стамбул пытался ввести в заблуждение сотрудников турецкой полиции, отказавшись подтвердить перед ними свою личность. В итоге в ноябре 2011 года Богатых получил срок в 5 лет и 9 месяцев лишения свободы, что поставило точку в деле банды.

## Реакция
Расследование дела группировки Патруль 36 вызвало огромный ажиотаж в Израиле и в мировых СМИ. Страна была потрясена самим фактом присутствия в стране неонацистской банды, и в израильском Кнессете возобновились споры по поводу изменения Закона о возвращении. Эфи Эйтам, депутат партий МАФДАЛ и Ихуд леуми, потребовал немедленно добиться изменения закона с той целью, чтобы возможно было лишать гражданства и депортировать из Израиля всех, кто пропагандирует неонацизм; по его словам, Израиль стал превращаться в рай для всех антисемитов и ненавистников Государства Израиль. Помимо этого, в свод уголовных законов государства Израиль были введены дополнительные статьи, устанавливающие уголовную ответственность за сам факт членства в неонацистской группировке.